# Classic Albums: Duran Duran - Rio
Classic Albums: Duran Duran - Rio è un documentario sulla registrazione dell'omonimo disco dei Duran Duran trasmesso nel 2008 come puntata della serie Classic Albums.

## Tracce
1. Intro
2. Rio
3. In The Beginning
4. New Religion
5. Hold Back The Rain
6. The Cauffeur
7. Hungry like the Wolf
8. The Sri Lankan Videos
9. Save a Prayer

### Contenuti Speciali
Video
1. Save a Prayer
2. How To Make In The USA
3. The Chauffers And Simon Le Bon's Lyrics
4. Early Days
5. The Rio Album Sleeve

Sessioni di registrazione a Boston
1. Save a Prayer
2. The Chauffeur
3. New Religion
4. Hungry like the Wolf
5. Rio